# Lioudmila Vlassova
Lioudmila Iossifovna Vlassova (en russe : Людмила Иосифовна Власова), née le 2 mars 1942 à Moscou est une danseuse de ballet russe. Elle est soliste du Théâtre Bolchoï de 1961 à 1982, actrice, et est actuellement chorégraphe de danse sur glace.

## Biographie

### Jeunesse
Lioudmila Vlassova naît en 1942 à Moscou, en Union soviétique. Son père est Joseph Markov, un musicien, et sa mère travaille au Théâtre de l'Armée rouge, mais après son mariage avec Joseph Markov, elle quitte la scène pour la vie de famille. Après la guerre, sa mère rompt avec son père et l'élève seule. Sa mère réalise le potentiel de sa fille pour devenir ballerine et l'oriente vers une école de chorégraphie.

### Carrière
Après avoir obtenu son diplôme, Lioudmila Vlassova rejoint le Théâtre Bolchoï avec lequel elle se produit à Londres et aux États-Unis et danse avec des grands noms tels que Maïa Plissetskaïa, Ekaterina Maximova, Natalia Bessmertnova et bien d'autres.
Lioudmila Vlassova est la ballerine principale du Théâtre du Bolchoï, où elle rencontre Alexandre Godounov en 1971, alors qu'elle joue dans les films Naughty Limericks et Keystone. Bientôt, ils commencent à se voir régulièrement et Lyudmila quitta son riche mari pour lui. Ils forment l'un des plus beaux couples du Théâtre du Bolchoï des années 1970.
Le couple est la tête d'affiche de tournées à l'étranger ainsi que de productions nationales du Le Lac des cygnes, Spartacus, Ivan le Terrible, Anna Karénine, Le Sacre du printemps, Amour pour amour et Roméo et Juliette.
Le 19 août 1979, après la dernière représentation de leur tournée Roméo et Juliette au Metropolitan Opera de New York, Vlasova et Godounov rentrent à leur hôtel de New York. Le lendemain, cependant, le New York Post publie une photo d'Alexandre Godounov avec le titre : "Après Baryshnikov, Noureev et Makarova, une autre étoile du ballet soviétique reste à l'Ouest". Quelques jours plus tard, Godounov contacte les autorités américaines pour demander l'asile politique. Lorsque les autorités soviétiques ont vent de sa demande, elles demandent à Lyudmila Vlasova de monter seule à bord d'un vol pour Moscou. Cependant, l'avion est retenu par les autorités américaines juste avant le décollage, le Département d'État vérifiant que Vlasova retourne volontairement en Union soviétique. Cela créé un incident international, nécessitant l'intervention de Leonid Brejnev et Jimmy Carter, respectivement dirigeants de l'URSS et des États-Unis. Après trois jours de négociations, Vlasova est autorisée à rentrer chez elle. L'incident est relaté dans un film de 1985, Vol 222.
De retour à Moscou, Vlasova continue à danser au Théâtre Bolchoï jusqu'à sa retraite. Deux ans plus tard, Vlasov et Godounov divorcent officiellement par l'intermédiaire de l'ambassade.
Après sa carrière de ballet, elle devient une chorégraphe très demandée dans le domaine du patinage artistique. À ce titre, elle travaille avec des patineurs de renom tels que :
- Irina Lobatcheva / Ilia Averboukh[3]
- Anna Semenovich / Vladimir Anatolievitch Fedorov
- Barbara Fusar Poli / Maurizio Margaglio
- Federica Faiella / Massimo Scali
- Elena Ilinykh / Nikita Katsalapov
- Anna Cappellini / Luca Lanotte

## Famille
- Son premier mari - Stanislav Vlasov, danseur de ballet[7],
- Son deuxième mari - Alexander Godunov, danseur de ballet,
- Le troisième (depuis 1981) - le chanteur Yury Statnik (né en 1947). Soliste (depuis 1976) du Théâtre Bolchoï, Artiste émérite de la RSS de Moldavie (1976).